# Bahnhof Nisse
Der Bahnhof Nisse (Ni) ist der ehemalige Bahnhof der Ortschaft Nisse in der niederländischen Provinz Zeeland. Er war Haltepunkt der 1927 von der Spoorweg-Maatschappij Zuid-Beveland (SZB) eingerichteten Bahnstrecke zwischen Goes und Hoedekenskerke.
Das Bahnhofsgebäude wurde 1920 in der Typenbauweise (ZB-Standard) der SZB errichtet und mit Inbetriebnahme der Strecke am 19. Mai 1927 eröffnet. In dem schlichten, rechteckigen Satteldachbau war neben dem Dienstraum auch eine Wohnung untergebracht.
Mit der Stilllegung der Strecke wurde der Bahnhof am 4. Mai 1947 geschlossen. Das Bahnhofsgebäude ist heute noch vorhanden. Die zugehörige Güterhalle steht aus kulturgeschichtlichen Gründen und wegen seines Ensemblewertes als Rijksmonument unter Denkmalschutz.